# منصف بسباس
منصف بسباس (انگلیسی: Moncef Besbes؛ زادهٔ ۱۱ نوامبر ۱۹۴۹) بازیکن هندبال اهل تونس بود.